# آورلیو میلانی
آورلیو میلانی (به ایتالیایی: Aurelio Milani) بازیکن فوتبال و اهل ایتالیا است 

## تیم ملی
از سال ۱۹۶۴ میلادی عضو تیم ملی فوتبال ایتالیا بوده و در ۱ بازی ملی حضور داشته‌است. او در بازی‌های ملی‌اش گلی به ثمر نرساند.
آورلیو میلانی آخرین بازی ملی خود را در سال ۱۹۶۴ میلادی انجام داد.